# تورچی
تورچی، روستایی در دهستان لیلان جنوبی بخش مرکزی شهرستان لیلان در استان آذربایجان شرقی ایران است. این روستا، مرکز دهستان لیلان جنوبی است.

## جمعیت
بر پایه سرشماری عمومی نفوس و مسکن در سال ۱۳۹۵، جمعیت این روستا برابر با ۱٬۵۵۶ نفر (۴۳۳ خانوار) بوده‌است.